# 黄麟杰杀人案
黄麟杰杀人案是指前醫療財團法人辜公亮基金會和信治癌中心醫院血液腫瘤科主治醫師黄麟杰在中國杀人的案件。黄麟杰毕业于臺北醫學大學。於2009年認識大陸秦姓女子，發生婚外情。2011年兩人相約在大連一所旅館，黃以麻醉劑迷昏該女子，再用毛巾塞其口，導致對方窒息而死。
黃在杀人后潜逃回臺湾，在2013被判刑11年定讞已入獄。

## 经过
黃麟傑在2009年11月30日開立醫囑處方箋，取得了包括「導眠靜Dormicum（midazolam ）」、「Ativan」、「Vena」等藥物。他又在2009年12月23日開立另一份處方箋，取得了更多的咪達唑侖和Ativan。
在2009年12月25日前的某一天，黃麟傑前往臺北市北投區復興岡附近的軍品店，購買了童軍繩、手銬和眼罩。然後在2009年12月25日上午，他帶著這些物品，以及事先準備好的針筒、保險套和咪達唑侖，搭乘長榮航空飛往大陸地區的上海市。
抵達上海後，黃麟傑與他的女性朋友顧雪瑩（真實姓名為顧子洋）一起在喜來登飯店住了兩天。在2009年12月27日上午，他打電話給秦亞楠，告訴她他即將登機，然後他搭乘中國南方航空公司的班機前往大連市。
抵達大連市後，黃麟傑將他帶來的咪達唑侖混入他購買的百家得冰銳朗姆預調酒中，並將裝有咪達唑侖的針筒放在桌上。然後他假裝這是香檳酒，邀請秦亞楠一起喝。
然後他向秦亞楠假稱這種藥物有興奮作用，可以助興，並以此欺騙秦亞楠飲用了少許摻有咪達唑侖的酒類飲料。當黃麟傑看到秦亞楠飲用含有咪達唑侖的酒類飲料後，他發現藥效並未立即發作，於是他向秦亞楠提議再以注射方式施打咪達唑侖一次。秦亞楠因已誤信咪達唑侖是助興藥物，因此再次表示同意，於是黃麟傑在秦亞楠的左手臂上以針筒施打咪達唑侖一次。
當咪達唑侖的藥效發作後，黃麟傑先是愛撫秦亞楠，然後用他買來的童軍繩將秦亞楠的手腳分別綁在床頭的兩邊。此時，黃麟傑看到前一次施打咪達唑侖的藥效已稍微減退，於是他再次用針筒對秦亞楠的左臀部施打咪達唑侖一次。之後，他與秦亞楠發生了性行為，並在秦亞楠藥效未退去前將她解綁。
當咪達唑侖的藥效退去，秦亞楠清醒後，黃麟傑要求秦亞楠再進行一次性行為。秦亞楠勉強同意，黃麟傑於是開始愛撫並以舌舔秦亞楠全身約10至20分鐘。然而，由於黃麟傑無法勃起，他們最終沒有進行性行為。秦亞楠於當日下午5時許起身進入浴室淋浴。
在秦亞楠淋浴的時候，她放在桌上的手機因為接到她母親的簡訊而震動。黃麟傑趁機查看了秦亞楠的手機，從中得知秦亞楠的男朋友姜睿已經回到他們共同住的房子，並正在尋找秦亞楠。這使黃麟傑非常憤怒，他確認了秦亞楠確實和她的男朋友姜睿住在一起，並且欺騙了他。
當秦亞楠沐浴完畢後，黃麟傑質問她簡訊的內容，兩人因此發生口角並開始拉扯、扭打。秦亞楠試圖離開並大聲呼喊救命，但黃麟傑為了避免驚擾其他房客或服務員，他再次用強暴的方式對秦亞楠施打咪達唑侖。他先是用一塊擦手小方巾塞住秦亞楠的嘴巴，使她無法呼喊。然後他將秦亞楠壓制在床上，並再次用針筒對秦亞楠注射咪達唑侖。
當咪達唑侖的藥效發作後，秦亞楠已無力反抗，而癱軟在床上。黃麟傑為了避免秦亞楠的家人急於尋找或聯絡她，他在下午5時40分左右，用秦亞楠的手機發送了一條簡訊給秦亞楠的母親，假裝是秦亞楠發的，內容是：“趙丹來大連我們去溜達溜達晚上一起回丹東去住幾天不用擔心我”。他希望這樣可以拖延秦亞楠家人發現秦亞楠的時間。
然後，他利用秦亞楠未清醒的時候，脫去秦亞楠的下身緊身褲，並將她拖到床下。他再次將小方巾塞入秦亞楠的口中，並用童軍繩緊緊地纏繞固定在她的嘴巴上，以防止小方巾掉出。他用眼罩蓋住秦亞楠的臉，並用手銬將秦亞楠的雙手反銬在背後，雙腳也被手銬銬住。他用童軍繩將秦亞楠的右腳膝蓋下方繞過身體下方固定在床腳，以此方式私自拘禁秦亞楠，剝奪她的行動自由。
由於秦亞楠的口部被塞入毛巾，導致她的呼吸道受阻，且因為雙手雙腳都被綁住，無法掙脫。結果，秦亞楠在當日下午6時21分至晚間12時之間窒息死亡。

## 判決
黃麟傑被判刑后不能再當醫生。但他不認同，他認為殺人是一時的錯，但不影響醫師的專業，所以上訴。
2017年台北高等行政法院判決，駁回訴訟。